# IC 1439
IC 1439 — галактика типу SBa (компактна витягнута галактика) у сузір'ї Водолій.
Цей об'єкт міститься в оригінальній редакції індексного каталогу.